# Dmitri Koulikov
Pour les articles homonymes, voir Koulikov.
Dmitri Vladimirovitch Koulikov - en russe : Дмитрий Владимирович Куликов et en anglais : Dmitry Kulikov - (né le 29 octobre 1990 à Lipetsk en URSS) est un joueur professionnel russe de hockey sur glace. Il évolue au poste de défenseur.

## Biographie

### Carrière en club
Formé au Lokomotiv Iaroslavl il débute en 2007 avec l'équipe réserve dans la Pervaïa liga, le troisième échelon national. Les Voltigeurs de Drummondville le choisissent en 1er ronde, en 2e position lors du repêchage européen de la Ligue canadienne de hockey. Il part alors dans la Ligue de hockey junior majeur du Québec et remporte avec les Voltigeurs le trophée Jean-Rougeau, le trophée Luc-Robitaille et la Coupe du président. Lors du repêchage d'entrée dans la LNH 2009, il est acquis au premier tour, en 14e choix au total par les Panthers de la Floride. Il intègre dès la saison 2009-2010, l'effectif de la franchise. Il inscrit son premier but lors de sa quinzième partie le 7 novembre 2009 chez les Capitals de Washington perdue 7-4.
Le 25 juin 2016, Koulikov est échangé aux Sabres de Buffalo en compagnie d'un choix de 2e ronde (2016) en retour de Mark Pysyk et de deux choix au repêchage (2016).
Le 31 août 2022, le défenseur est échangé aux Ducks d'Anaheim en retour de considérations futures.
Le 3 mars 2023, les Ducks l'échangent aux Penguins de Pittsburgh en retour de l'attaquant Brock McGinn et d'un choix de 3e tour en 2024.
Il remporte la Coupe Stanley 2024 avec les Panthers de la Floride.

### Carrière en équipe nationale
Il représente la Russie au niveau international. Il a participé aux sélections jeunes. Il prend part au Défi ADT Canada-Russie en 2008. Il est convoqué en avril 2010 avec l'équipe de Russie pour les matchs de préparation du mondial 2010. Le 29 avril 2010, il honore sa première sélection contre la Finlande lors des LG Hockey Games.

## Statistiques

### En club
| Saison     | Équipe                      | Ligue          |     | Saison régulière | Saison régulière | Saison régulière | Saison régulière | Saison régulière |   | Séries éliminatoires | Séries éliminatoires | Séries éliminatoires | Séries éliminatoires | Séries éliminatoires |
| Saison     | Équipe                      | Ligue          | PJ  | B                | A                | Pts              | Pun              | PJ               | B | A                    | Pts                  | Pun                  |                      |                      |
| 2007-2008  | Lokomotiv Iaroslavl 2       | Pervaïa liga   | 32  | 6                | 13               | 19               | 54               | -                | - | -                    | -                    | -                    |                      |                      |
| 2008-2009  | Voltigeurs de Drummondville | LHJMQ          | 57  | 12               | 50               | 62               | 46               | 19               | 2 | 17                   | 19                   | 16                   |                      |                      |
| 2009       | Voltigeurs de Drummondville | Coupe Memorial | -   | -                | -                | -                | -                | 4                | 1 | 2                    | 3                    | 2                    |                      |                      |
| 2009-2010  | Panthers de la Floride      | LNH            | 68  | 3                | 13               | 16               | 32               | -                | - | -                    | -                    | -                    |                      |                      |
| 2010-2011  | Panthers de la Floride      | LNH            | 72  | 6                | 20               | 26               | 45               | -                | - | -                    | -                    | -                    |                      |                      |
| 2011-2012  | Panthers de la Floride      | LNH            | 58  | 4                | 24               | 28               | 36               | 7                | 0 | 1                    | 1                    | 4                    |                      |                      |
| 2012-2013  | Lokomotiv Iaroslavl         | KHL            | 22  | 3                | 3                | 6                | 28               | -                | - | -                    | -                    | -                    |                      |                      |
| 2012-2013  | Panthers de la Floride      | LNH            | 34  | 3                | 7                | 10               | 22               | -                | - | -                    | -                    | -                    |                      |                      |
| 2013-2014  | Panthers de la Floride      | LNH            | 81  | 8                | 11               | 19               | 66               | -                | - | -                    | -                    | -                    |                      |                      |
| 2014-2015  | Panthers de la Floride      | LNH            | 73  | 3                | 19               | 22               | 48               | -                | - | -                    | -                    | -                    |                      |                      |
| 2015-2016  | Panthers de la Floride      | LNH            | 74  | 1                | 16               | 17               | 51               | 6                | 1 | 3                    | 4                    | 4                    |                      |                      |
| 2016-2017  | Sabres de Buffalo           | LNH            | 47  | 2                | 3                | 5                | 26               | -                | - | -                    | -                    | -                    |                      |                      |
| 2017-2018  | Jets de Winnipeg            | LNH            | 62  | 3                | 8                | 11               | 22               | 1                | 0 | 0                    | 0                    | 2                    |                      |                      |
| 2018-2019  | Jets de Winnipeg            | LNH            | 57  | 0                | 6                | 6                | 47               | 6                | 0 | 0                    | 0                    | 4                    |                      |                      |
| 2019-2020  | Jets de Winnipeg            | LNH            | 51  | 2                | 8                | 10               | 32               | 4                | 0 | 2                    | 2                    | 4                    |                      |                      |
| 2020-2021  | Devils du New Jersey        | LNH            | 38  | 0                | 2                | 2                | 26               | -                | - | -                    | -                    | -                    |                      |                      |
| 2020-2021  | Oilers d'Edmonton           | LNH            | 10  | 0                | 2                | 2                | 2                | 3                | 0 | 0                    | 0                    | 0                    |                      |                      |
| 2021-2022  | Wild du Minnesota           | LNH            | 80  | 7                | 17               | 24               | 39               | 2                | 0 | 1                    | 1                    | 2                    |                      |                      |
| 2022-2023  | Ducks d'Anaheim             | LNH            | 61  | 3                | 12               | 15               | 30               | -                | - | -                    | -                    | -                    |                      |                      |
| 2022-2023  | Penguins de Pittsburgh      | LNH            | 6   | 0                | 1                | 1                | 4                | -                | - | -                    | -                    | -                    |                      |                      |
| 2023-2024  | Panthers de la Floride      | LNH            | 76  | 1                | 19               | 20               | 63               | 24               | 0 | 2                    | 2                    | 16                   |                      |                      |
| Totaux LNH | Totaux LNH                  | Totaux LNH     | 948 | 46               | 188              | 234              | 591              | 53               | 1 | 9                    | 10                   | 36                   |                      |                      |

### En équipe nationale
| Année | Compétition                          |    | PJ | B | A | Pts | Pun | +/-                |  | Résultat |
| 2007  | Championnat du monde moins de 18 ans | 7  | 0  | 4 | 4 | 6   | +5  | Médaille d'or      |  |          |
| 2008  | Championnat du monde moins de 18 ans | 6  | 0  | 2 | 2 | 6   | -1  | Médaille d'argent  |  |          |
| 2009  | Championnat du monde junior          | 7  | 0  | 4 | 4 | 4   | +2  | Médaille de bronze |  |          |
| 2010  | Championnat du monde                 | 9  | 0  | 2 | 2 | 8   | +4  | Médaille d'argent  |  |          |
| 2011  | Championnat du monde                 | 9  | 2  | 1 | 3 | 4   | -3  | Quatrième place    |  |          |
| 2015  | Championnat du monde                 | 10 | 0  | 2 | 2 | 8   | +8  | Médaille d'argent  |  |          |

## Trophées et honneurs personnels
Ligue de hockey junior majeur du Québec
- 2008-2009 : 
  - remporte le trophée Raymond-Lagacé
  - remporte la Coupe RDS
  - remporte le trophée Émile-Bouchard
  - remporte le trophée Michael-Bossy
  - nommé dans la première équipe d'étoiles
  - nommé dans l'équipe des recrues

Ligue nationale de hockey
- 2023-2024 : remporte la Coupe Stanley avec les Panthers de la Floride